# Фриволната Лола
„Фриволната Лола“ (на италиански: Monella) е италиански филм от 1998 година, комедия на режисьора Тинто Брас по негов сценарий в съавторство с Карла Чиприани.
В центъра на сюжета е млада жена в малък италиански град през 50-те години на XX век, на която предстои да се омъжи, но държи преди това да придобие сексуален опит, а годеникът ѝ отказва предбрачен секс. Главните роли се изпълняват от Ана Амирати, Макс Пароди, Патрик Моуър и Серена Гранди.